# Запис липа код цркве (Кучево)
Запис липа код цркве (Кучево) се налази на парцели чији је власник Црквена општина Кучево.

## Локација
| Општина             | Кучево                                                                      |
| Катастарска општина | Кучево                                                                      |
| Потес               | Светог Саве                                                                 |
| Координате          | 44° 28′ 36″ С; 21° 40′ 14″ И / 44.476599999999998° С; 21.670500000000001° И |
| Надморска висина    | 166m                                                                        |

## Карактеристике
Дендрометријске вредности утврђене на терену и сателитским снимцима:
| Стабло                     | Липа |
| Висина стабла              | m    |
| Обим дебла                 | m    |
| Пречник крошње             | 8m   |
| Пречник дебла              | m    |
| Висина дебла до прве гране | m    |

## База записа
Запис је у оквиру Викимедија пројекта "Запис - Свето дрво" заведен под редним бројем 0016.